# Club Voleibol Caravaca
Club Voleibol Caravaca - męski hiszpański klub siatkarski z siedzibą w Caravaca de la Cruz (Murcja). Założony został w 2000 roku.

## Rozgrywki krajowe
| Sezon     | Rozgrywki                       | Osiągnięcie |
| --------- | ------------------------------- | ----------- |
| 2000/2001 | 2a División Nacional            | 6. miejsce  |
| 2001/2002 | 2a División Nacional            | 5. miejsce  |
| 2002/2003 | 2a División Nacional            | 3. miejsce  |
| 2003/2004 | 2a División Nacional            | 3. miejsce  |
| 2004/2005 | 2a División Nacional            | 2. miejsce  |
| 2005/2006 | 2a División Nacional            | 1. miejsce  |
| 2006/2007 | 1a División Nacional            | 2. miejsce  |
| 2007/2008 | Liga FEV                        | 1. miejsce  |
| 2008/2009 | Superliga 2                     | 2. miejsce  |
| 2009/2010 | Superliga de Voleibol Masculina | 10. miejsce |
| 2010/2011 | Superliga de Voleibol Masculina | 12. miejsce |
| 2011/2012 | 2a División Nacional            | 2. miejsce  |
| 2012/2013 | 2a División Nacional            |             |
| 2013/2014 | 2a División Nacional            | 2. miejsce  |
| 2014/2015 | 2a División Nacional            |             |

## Rozgrywki międzynarodowe
Klub CV Caravaca nie uczestniczył dotychczas w rozgrywkach międzynarodowych.

## Kadra w sezonie 2009/2010
- Pierwszy trener:  José María Nicolás
- Drugi trener:  Marcelo Cezarano

| Nr | Imię i nazwisko          | Data ur. | Wzrost | Pozycja      |
| -- | ------------------------ | -------- | ------ | ------------ |
| 1  | Jesús Sánchez            | 1980     | 182    | libero       |
| 2  | Javier Sánchez           | 1980     | 193    | przyjmujący  |
| 3  | Pablo Gómez              | 1977     | 188    | libero       |
| 4  | Pablo Dus                | 1990     | 191    | rozgrywający |
| 5  | Walace Luan Trinidade    | 1988     | 195    | atakujący    |
| 6  | Juan Antonio Marín       | 1979     | 197    | przyjmujący  |
| 7  | Antonio Laborda          | 1993     | 175    | rozgrywający |
| 8  | Diogo Lima               | 1986     | 186    | rozgrywający |
| 9  | Rodrigo Pereira de Abreu | 1984     | 195    | przyjmujący  |
| 10 | Tomás Alonso Aguilera    | 1988     | 202    | środkowy     |
| 11 | Rafael Postigo           | 1979     | 193    | środkowy     |
| 12 | Fernando Moreno          | 1993     | 187    | środkowy     |
| 13 | Simón Laborda            | 1992     | 184    | przyjmujący  |
| 14 | Legran Sizervincio       | 1987     | 202    | środkowy     |
| 15 | José Ródenas             | 1976     | 192    | środkowy     |
| 16 | Salvador Espín           | 1991     | 187    | atakujący    |
| 17 | Alejandro Navarro        | 1992     | 178    | atakujący    |
| 18 | Seve García              | 1993     | 188    | przyjmujący  |